# Bolero (balet)
Bolero – balet w I akcie.
- Libretto: Ida Rubinstein
- muzyka: Maurice Ravel
- choreografia: Bronisława Niżyńska
- scenografia: Alexandre Benois.

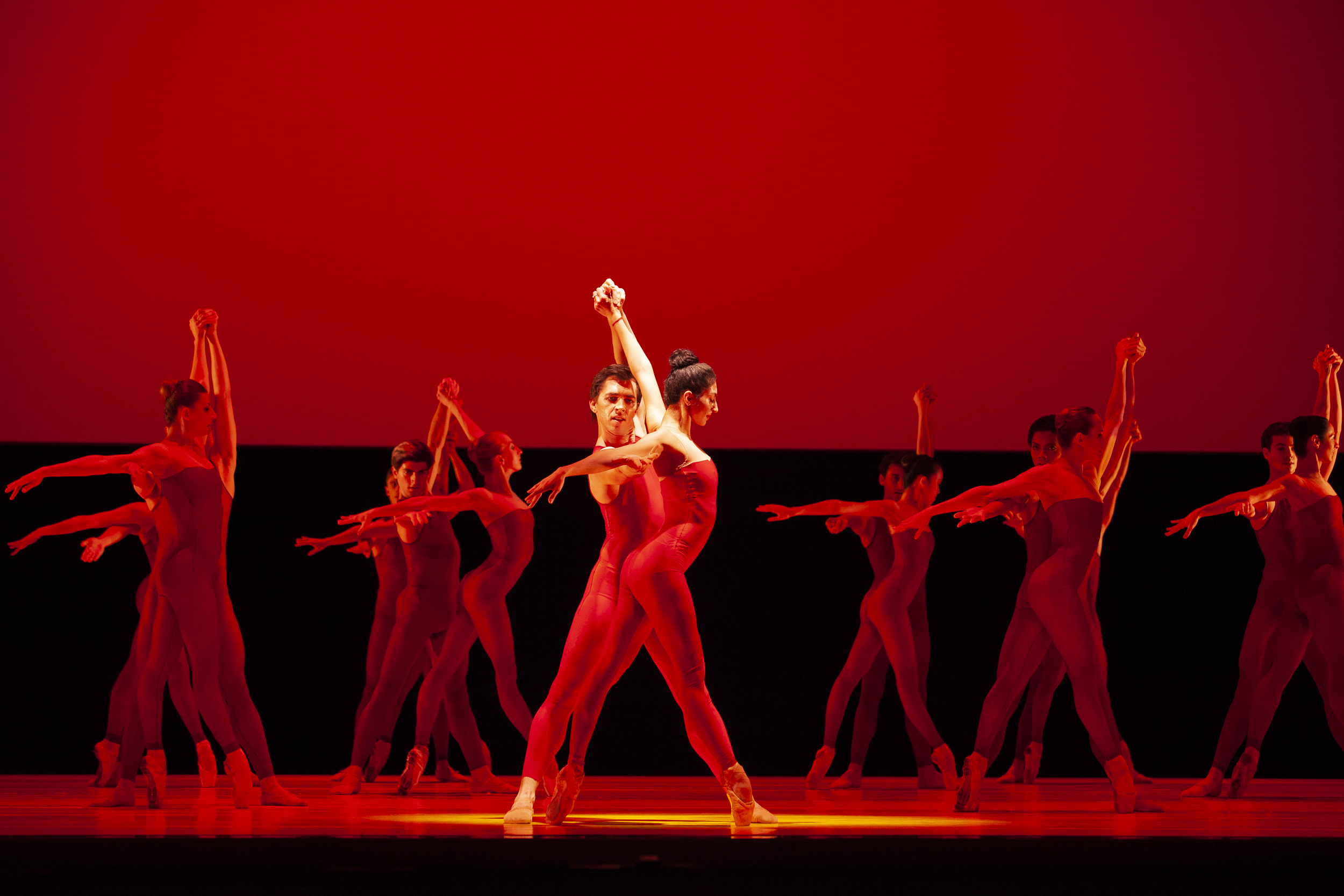
Bolero w choreografii Krzysztof Pastora, Polski Balet Narodowy, soliści: Chinara Alizade i Paweł Koncewoj

Premiera: Paryż 22 listopada 1928, Theatre National de l'Opera, zespół Idy Rubinstein.

Premiera polska: Bytom 18 grudnia 1965, Opera Śląska.
Osoby:
- solista
- solistka
- zespół baletowy

Później Bolero było wielokrotnie inscenizowane przez wielu choreografów na całym świecie, także w Polsce. Największe międzynarodowe uznanie zyskała wersja choreograficzna Maurice'a Béjarta i jego Baletu XX Wieku w Brukseli (1961), a u nas – realizacja Krzysztofa Pastora z Polskim Baletem Narodowym (2016).
Zobacz też: taniec klasyczny, bolero, Boléro